# Еббі Корніш
Еббі Корніш (англ. Abbie Cornish; нар. 7 серпня 1982) — австралійська акторка, реперка й зоозахисниця.

## Життєпис
Народилась в місті Локінвар, штат Новий Південний Уельс, Австралія, в сім'ї Шеллі та Баррі Корнішів, однією з п'яти дітей. Її сестра, Ізабель Корніш, також є акторкою (принцеса Кристалл, сестра Медузи, в серіалі «Надлюди»). Виросла на фермі, захоплювалась незалежними і закордонними фільмами.
Проводячи багато часу біля тварин, Корніш у 13 років стала вегетаріанкою. У 2006 році вона стала амбасадоркою Австралійської групи прав тварин Voiceless, the animal protection institute і з того часу є активною зоозахисницею, даючи інтерв'ю і підтримуючи Voiceless, відвідуючи різні заходи.

## Музична кар'єра
З 2007 року почала виконувати реп під сценічним ім'ям Dusk.
У 2014 році вона оголосила, що виступить із Nas під час його австралійського туру.

## Особисте життя
Грає на фортепіано та гітарі. 
Подорожувала Марокко, Бразилією, Італією та Францією.
Зустріла свого бойфренда Раяна Філліппа під час зйомок фільму «Війна з примусу» (2008) у серпні 2006-го. Пара розпалася в лютому 2010 року.

## Фільмографія
| Рік       |    | Українська назва                        | Оригінальна назва                             | Роль                                   |
| --------- | -- | --------------------------------------- | --------------------------------------------- | -------------------------------------- |
| 1997—1999 | с  |                                         | Wildside                                      | Сімон Саммерс (9 епізодів)             |
| 1999      | тф |                                         | Close Contact                                 | Сара Бояк                              |
| 2000      | ф  |                                         | The Monkey's Mask                             | Міккі Норріс                           |
| 2000      | с  |                                         | Water Rats                                    | Марі Маршенд (1 епізод)                |
| 2001      | с  |                                         | Outriders                                     | Реґґі Макдавелл (26 епізодів)          |
| 2001      | с  |                                         | Life Support                                  | Пенні (10 епізодів)                    |
| 2001      | ф  |                                         | Horseplay                                     | Беккі Водінські                        |
| 2003      | с  |                                         | White Collar Blue                             | Антонія Макалістер (1 епізод)          |
| 2003      | тф |                                         | Marking Time                                  | Трейсі                                 |
| 2004      | ф  |                                         | One Perfect Day                               | Емма Матісс                            |
| 2004      | ф  |                                         | Somersault                                    | Гейді                                  |
| 2004      | кф |                                         | Everything Goes                               | Браєні                                 |
| 2006      | ф  | Кенді                                   | Candy                                         | Кенді                                  |
| 2006      | ф  | Хороший рік                             | A Good Year                                   | Крісті Робертс                         |
| 2007      | ф  | Єлизавета: Золотий вік                  | Elizabeth: The Golden Age                     | Єлизавета (Бесс) Трокмортон            |
| 2008      | ф  | Війна з примусу                         | Stop-Loss                                     | Мішель Овертон                         |
| 2009      | ф  |                                         | Bright Star                                   | Фенні Брауні                           |
| 2009      | с  | Робоцип                                 | Robot Chicken                                 | Дружина / Медсестра (голоси, 1 епізод) |
| 2010      | мф | Легенди нічної варти                    | Legend of the Guardians: The Owls of Ga'Hoole | Отулісса (голос)                       |
| 2011      | ф  | Області темряви                         | Limitless                                     | Лінді                                  |
| 2011      | ф  | Заборонений прийом                      | Sucker Punch                                  | Зефірка (Sweet Pea)                    |
| 2011      | ф  | Ми. Віримо у кохання                    | W.E.                                          | Воллі Вінтроп                          |
| 2012      | ф  | Дівчина                                 | The Girl                                      | Ешлі                                   |
| 2012      | ф  | Сім психопатів                          | Seven Psychopaths                             | Кая                                    |
| 2014      | с  | Клондайк (мінісеріал)                   | Klondike                                      | Белінда Малруні (головна роль)         |
| 2014      | ф  | Робокоп (2014)                          | RoboCop                                       | Клара Мерфі, дружина головного героя   |
| 2015      | ф  | Розрада                                 | Solace                                        | Кетрін Коулс, агентка ФБР              |
| 2015      | кф | Восьминіг                               | Octopus                                       | Марсі (голос)                          |
| 2016      | ф  | Лаванда                                 | Lavender                                      | Джейн                                  |
| 2016      | кф |                                         | Rule #61                                      | Білявка                                |
| 2017      | ф  | Дівчина, яка придумала поцілунки        | The Girl Who Invented Kissing                 | Патті                                  |
| 2017      | ф  | Шість днів                              | 6 Days                                        | Кейт Еді                               |
| 2017      | ф  | Три білборди за межами Еббінга, Міссурі | Three Billboards Outside Ebbing, Missouri     | Анна                                   |
| 2017      | ф  | Геошторм                                | Geostorm                                      | Сара Вілсон, таємна агентка            |
| 2018      | ф  |                                         | Perfect                                       | Мати                                   |
| 2018      | ф  |                                         | Paris Song                                    | Лі Еббот                               |
| 2018      | с  | Джек Раян                               | Tom Clancy's Jack Ryan                        | Кеті Мюллер (основна роль, 1 сезон)    |
| 2018      | ф  | Де торкаються руки                      | Where Hands Touch                             | Керстін                                |
| 2019      | с  | (мінісеріал)                            | Secret Bridesmaids' Business                  | Мелані Гейворд (головна роль)          |
|           | ф  | (постпродакшн)                          | The Virtuoso                                  | Офіціантка                             |